# Briaucourt (Haute-Saône)
Briaucourt ist eine Gemeinde im französischen Département Haute-Saône in der Region Bourgogne-Franche-Comté.

## Geographie
Briaucourt liegt auf einer Höhe von 238 m über dem Meeresspiegel, zehn Kilometer westlich von Luxeuil-les-Bains und etwa 24 Kilometer nordnordöstlich der Stadt Vesoul (Luftlinie). Das Dorf erstreckt sich im nördlichen Teil des Departements, am nördlichen Rand der Talebene der Lanterne.
Die Fläche des 9,83 km² großen Gemeindegebiets umfasst einen Abschnitt der leicht gewellten Landschaft im Bereich der Lanterne. Von Osten nach Westen wird das Gebiet von der Alluvialniederung der Lanterne durchquert, die für die Entwässerung zur Saône sorgt. In der Talaue zeichnet der Fluss zahlreiche Windungen, bildet kleine Flussinseln und besitzt naturnahe Uferpartien. Die Talebene liegt auf durchschnittlich 235 m und weist eine Breite von rund zwei Kilometern auf. Sie wird teils landwirtschaftlich genutzt, teils ist sie mit Auenwald bestanden. Bei Briaucourt erhält die Lanterne Zufluss von der Rôge.
Südlich der Lanterne leitet eine ungefähr 40 m hohe Geländestufe zum Plateau des Bois de Briaucourt über (bis 285 m). Es ist aus Buntsandstein der Untertrias aufgebaut und wird durch die Talmulden kurzer Seitenbäche der Lanterne untergliedert. Nach Nordwesten erstreckt sich das Gemeindeareal auf die Anhöhen des Bois du Chanoi (276 m) und des Haut de Molière, auf dem mit 294 m die höchste Erhebung von Briaucourt erreicht wird. Sie bestehen aus einer Wechsellagerung von sandig-mergeligen und kalkigen Sedimenten, die während der Lias (Unterjura) abgelagert wurden. Die nordwestliche Abgrenzung markiert die Semouse, die durch eine rund ein Kilometer breite Alluvialniederung fließt. 
Nachbargemeinden von Briaucourt sind Dampierre-lès-Conflans, Plainemont und Ainvelle im Norden, Francalmont im Osten, Abelcourt und Velorcey im Süden sowie Conflans-sur-Lanterne im Westen.

## Geschichte
Erstmals urkundlich erwähnt wird Briaucourt im Jahr 1152. Im Mittelalter gehörte das Dorf zur Freigrafschaft Burgund und darin zum Gebiet des Bailliage d’Amont. Die lokale Herrschaft hatte das Kloster Luxeuil inne, dessen Abt Briaucourt 1340 mit einer Mauer umgeben ließ. Zusammen mit der Franche-Comté gelangte der Ort mit dem Frieden von Nimwegen 1678 definitiv an Frankreich.

## Sehenswürdigkeiten

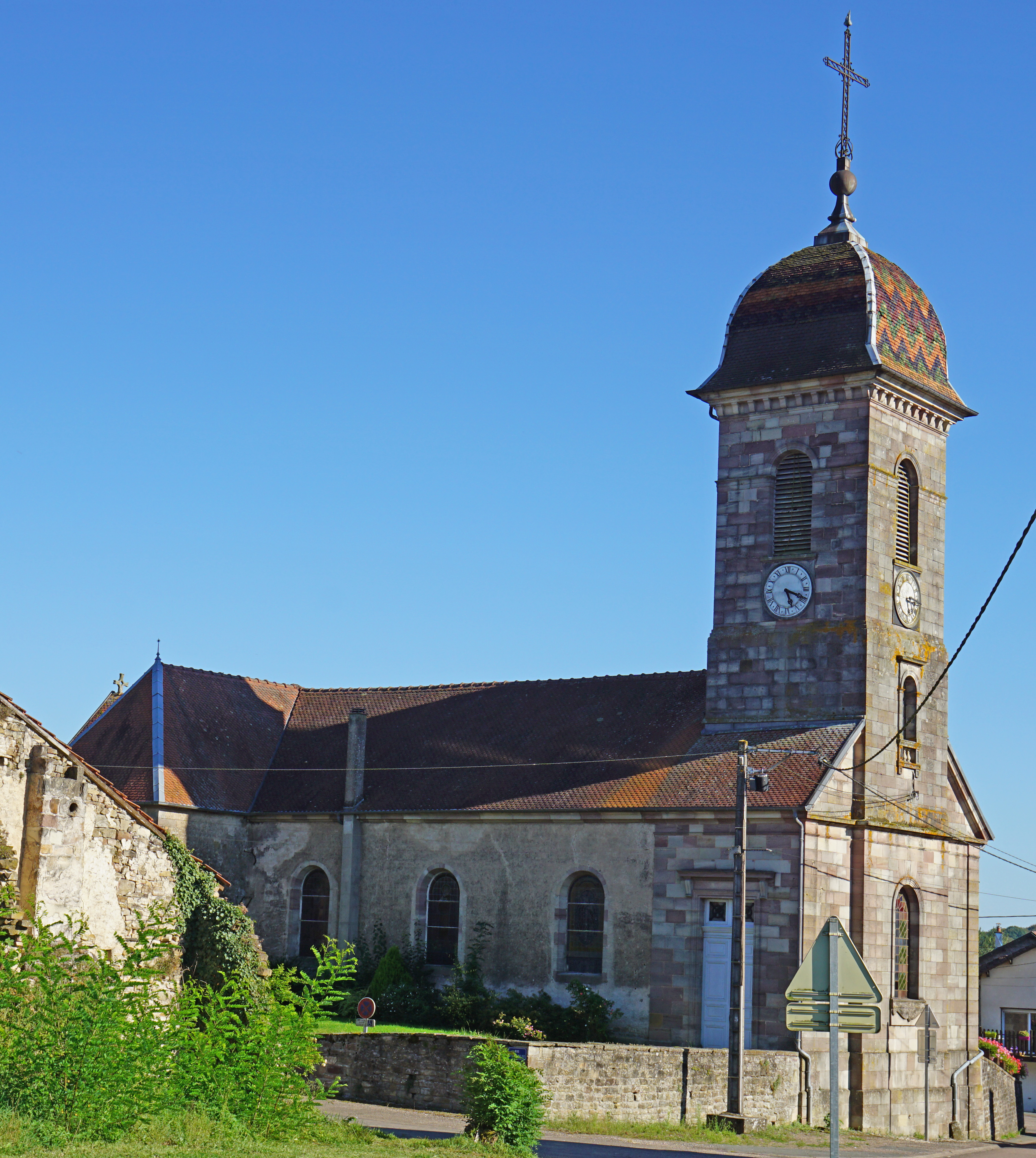
Kirche Saint-Laurent

Die Dorfkirche Saint-Laurent wurde im 18. Jahrhundert (Chorraum und Kapelle) sowie im 19. Jahrhundert (Schiff) erneuert. Sie beherbergt einen Altar aus dem 17. Jahrhundert, Mobiliar und Gemälde aus dem 18. Jahrhundert. Der Calvaire stammt aus dem 16. Jahrhundert. Nordöstlich des Dorfes steht ein ehemaliges Herrschaftshaus.

## Bevölkerung
| Jahr                       | 1962 | 1968 | 1975 | 1982 | 1990 | 1999 | 2006 | 2016 |
| Einwohner                  | 247  | 236  | 233  | 248  | 256  | 253  | 247  | 243  |
| Quellen: Cassini und INSEE |      |      |      |      |      |      |      |      |

Mit 250 Einwohnern (1. Januar 2022) gehört Briaucourt zu den kleinen Gemeinden des Département Haute-Saône. Nachdem die Einwohnerzahl in der ersten Hälfte des 20. Jahrhunderts deutlich abgenommen hatte (1901 wurden noch 471 Personen gezählt), wurden seit Beginn der 1960er Jahre nur noch geringe Schwankungen verzeichnet.

## Wirtschaft und Infrastruktur
Briaucourt war bis weit ins 20. Jahrhundert hinein ein vorwiegend durch die Landwirtschaft (Ackerbau, Obstbau und Viehzucht) und die Forstwirtschaft geprägtes Dorf. Heute gibt es einige Betriebe des lokalen Kleingewerbes, darunter ein Kunstschmiede- und ein Stickereiatelier. In den letzten Jahrzehnten hat sich das Dorf zu einer Wohngemeinde gewandelt. Viele Erwerbstätige sind deshalb Wegpendler, die in den größeren Ortschaften der Umgebung ihrer Arbeit nachgehen.
Die Ortschaft liegt abseits der größeren Durchgangsachsen an einer Departementsstraße, die von Luxeuil-les-Bains nach Conflans-sur-Lanterne führt. Weitere Straßenverbindungen bestehen mit Ainvelle und Abelcourt.